# Кербі (Огайо)
Кербі (англ. Kirby) — селище (англ. village) в США, в окрузі Ваяндот штату Огайо. Населення — 120 осіб (2020).

## Географія
Кербі розташоване за координатами 40°48′49″ пн. ш. 83°25′10″ зх. д. / 40.81361° пн. ш. 83.41944° зх. д. (40.813493, -83.419408).  За даними Бюро перепису населення США в 2010 році селище мало площу 0,28 км², уся площа — суходіл.

## Демографія
Згідно з переписом 2010 року, у селищі мешкало 118 осіб у 50 домогосподарствах у складі 29 родин. Густота населення становила 423 особи/км².  Було 56 помешкань (201/км²).
Расовий склад населення:
| - 99,2 % — білих |

До двох чи більше рас належало 0,8 %. Частка іспаномовних становила 0,0 % від усіх жителів.
За віковим діапазоном населення розподілялося таким чином: 20,3 % — особи молодші 18 років, 68,7 % — особи у віці 18—64 років, 11,0 % — особи у віці 65 років та старші. Медіана віку мешканця становила 32,5 року. На 100 осіб жіночої статі у селищі припадало 151,1 чоловіків;  на 100 жінок у віці від 18 років та старших — 113,6 чоловіків також старших 18 років.
Середній дохід на одне домашнє господарство  становив 52 190 доларів США (медіана — 41 250), а середній дохід на одну сім'ю — 38 193 долари (медіана — 40 417). За межею бідності перебувало 5,3 % осіб, у тому числі 0,0 % дітей у віці до 18 років та 0,0 % осіб у віці 65 років та старших.
Цивільне працевлаштоване населення становило 47 осіб. Основні галузі зайнятості: виробництво — 42,6 %, транспорт — 14,9 %, мистецтво, розваги та відпочинок — 14,9 %.